# نیدرفولباخ
نیدرفولباخ (به آلمانی: Niederfüllbach) یک شهر در آلمان است که در Coburg واقع شده‌است. نیدرفولباخ ۱٬۶۶۹ نفر جمعیت دارد.